# روبرتو سيرانو
روبرتو سيرانو (بالإنجليزية: Roberto Serrano)‏ هو اقتصادي أمريكي، ولد في القرن العشرين.